# Серый, Александр Иванович
Алекса́ндр Ива́нович Се́рый (27 октября 1927, Рамонь — 16 октября 1987, Москва) — советский кинорежиссёр, сценарист, инженер по первому образованию.

## Биография
Родился 27 октября 1927 года в Рамони (ныне Воронежская область). Мать, Раиса Васильевна, была профессором, биологом по профессии, а отец, Иван Сирый, работал агрономом.
Переехав в Москву, в 1944—1947 годах учился в МЭИ, затем — в МАИ. После окончания МАИ в 1951 году работал инженером на заводе, начальником лаборатории в институте, старшим инженером Московского радиоцентра, являвшегося одним из секретных объектов . В 1958 году окончил Высшие режиссёрские курсы при «Мосфильме», где учился вместе с Г. Н. Данелией. С 1958 года — ассистент режиссёра, затем — режиссёр киностудии «Мосфильм».
В том же году Серый был осуждён на 3 года за драку с неким архитектором по имени Виталий, к которому он приревновал свою девушку, с которой увиделся на катке; они познакомились в 1954 году. Будущая жена Серого, Марина Акопова, пришла в гости к Виталию, сняв наручные часы, пила чай. Поднявшись к ним в квартиру и заметив эту деталь, Александр подумал, что происходящее — свидетельство эротической сцены, после чего схватил молоток и ударил художника по голове. Тот выжил, но навсегда остался инвалидом.
Выйдя на свободу раньше срока, режиссёр пытался вернуться в кинематограф, дебютировав в 1963 году как постановщик фильма «Выстрел в тумане» (совместно с А. А. Бобровским). Также совместной работой, на этот раз с К. И. Жуком, стала лента «Иностранка» (1965). Самостоятельно поставить фильм ему дали только несколько лет спустя. В 1967 году Данелия добивался разрешения, чтобы Серый снимал картину «Урок литературы» (по мотивам рассказа начинающей писательницы Виктории Токаревой «День без вранья»), однако затея провалилась — картину отдали Алексею Кореневу.

Из-за своего несдержанного, ревнивого нрава Саша оказался в тюрьме. Ему дали шесть лет, но вышел он досрочно, через четыре года, не имея ни денег, ни работы. Мы с ним дружили, вместе учились ещё на Высших режиссёрских курсах, поэтому я ему предложил: пишу сценарий и становлюсь художественным руководителем картины, а снимает он. На том и порешили.
— Георгий Данелия "Безбилетный пассажир"
В соавторстве с писательницей В. С. Токаревой и Г. Н. Данелией обработал сценарий В. И. Ежова (известного по сценарию «Белого солнца пустыни») для фильма «Джентльмены удачи». Знаменитые жаргонные фразы добавил в фильм сам Александр Серый — пригодился тюремный опыт. И концепция, и главные действующие лица, и актёрский состав неоднократно менялись. Сюжет о том, как лейтенант милиции добрым словом перевоспитывает группу уголовников, превратился в историю «Джентльменов удачи». По настоянию Георгия Данелии, который по придуманному Серым сюжету написал второй вариант сценария, «неблагонадёжного» режиссёра утвердили постановщиком фильма. Картина, в которой снимались Евгений Леонов, Георгий Вицин, Савелий Крамаров, Анатолий Папанов, Олег Видов и многие другие известные актёры, вышла на экраны страны в конце 1971 года.
Из-за обилия тюремной лексики Госкино не сразу выпустило фильм на экраны. «Джентльменов удачи» посмотрел глава МВД Н. Щёлоков. По воспоминаниям очевидцев, он хохотал до слёз. Но, как однажды Е. П. Леонову сказал другой чиновник, запретивший фильм «Тридцать три»: «Одно дело, когда смотришь фильм как человек, и совсем иное — как генерал!». Разрешение на прокат картины дал лично Брежнев после просмотра у себя на даче; генсек оценил меткий юмор и заметил, что весь этот жаргон знает каждый мальчишка. Фильм имел невероятный успех, однако это никак не отразилось на личной жизни режиссёра, поскольку дальнейшие события, связанные с судьбой ленты, обошли его стороной, и имя Серого осталось неизвестным широкой публике. На премьере картины в Доме кино Александра Ивановича не было, так как в это время он лежал в больнице и его заменил Георгий Николаевич, отчего все посчитали, что фильм снял Данелия (в действительности ему принадлежала лишь идея данной комедии, кроме того, он занимался монтажом картины и пробивал материал у начальства), хотя сам был только художественным руководителем. На эту несправедливость режиссёр постоянно жаловался. Позднее он предлагал снять продолжение картины, но не получил поддержки у соавторов сценария.
Спустя много лет после гибели отца Ольга, дочь Серого, нашла в домашнем архиве копию его письма 1980 года на имя председателя Госкино. В нём он писал::

…Началось всё на фильме «Джентльмены удачи». Сценарий его мы написали вдвоём с моим товарищем по учёбе и тогдашним другом Г. Данелия. Поскольку заключение сценарных договоров с работниками студии не поощряется, Данелия предложил, чтобы договор был подписан с Викторией Токаревой, окололитературной дамой, с которой тогда у него начинался роман. Само собой подразумевалось, что деньги будут поделены на троих. Хотя Токарева сценария не писала, я не протестовал — ведь Данелия «пробил» мне эту постановку. Когда фильм был снят, Данелия сказал мне: «Шурик, не пиши в титрах, что ты соавтор сценария. Напиши Вику и меня. Её на первом месте — давай сделаем ей этот подарок. А тебе достаточно сделать себе имя, как режиссёру». «Хорошо, Гия, — ответил я, — ты мой друг. Раз ты так считаешь, так и сделаем». А когда выяснилось, что фильм удался, и ему дали огромный тираж, Данелия приехал ко мне домой и сказал: «Шурик, мы тебе денег больше не дадим». «Почему?». «Хватит с тебя славы. Кроме того, не забывай, что это я пробил тебе постановку». «По-моему, ты поступаешь подло, — сказал я ему. — Ты что же, берёшь с друзей за хлопоты?». Он ничего не ответил и уехал, а я лишился (сдуру, очевидно) и друга, и восьми тысяч тиражных. Зато обрёл отличного врага. <…> Если как комедийный режиссёр, чей фильм посмотрели почти 80 млн зрителей, я 4 года без работы и, извините, без зарплаты, так сколько ещё может выдержать не евши моя семья? Или, может, действительно, не нужна нам комедия?

В последующие годы режиссёр поставил ещё две комедийные ленты, однако они оказались менее успешными: «Ты — мне, я — тебе» (1976) и «Берегите мужчин!» (1982). Серый остался недоволен последней картиной, поскольку её сценарий был утверждён с большим трудом, цензоры внесли восемнадцать правок в оригинальный текст, а кроме того, вырезали двести метров финальной сцены уже готового фильма.
Ещё во время съёмок зимой 1971 у него обнаружили тяжёлую болезнь — лейкемию. Она прогрессировала, ему становилось всё хуже. Сидя в своей комнате вечером 16 октября 1987 года, не дожив чуть больше недели до своего 60-летия, он совершил самоубийство, застрелившись из браунинга. Оставил предсмертную записку. По воспоминаниям дочери:

У него была единственная мечта: умереть дома, а не в больнице. Он отпросился домой, но дома ему стало ещё хуже. Мама ушла в магазин, я осталась дома… и вдруг услышала шум. Вошла в комнату и увидела спину отца в кресле. Сначала я не поняла, что это было. Он так трогательно застелил пол газетами, чтобы не испачкать. Очевидно, он совершенно не представлял, как это будет всё выглядеть.

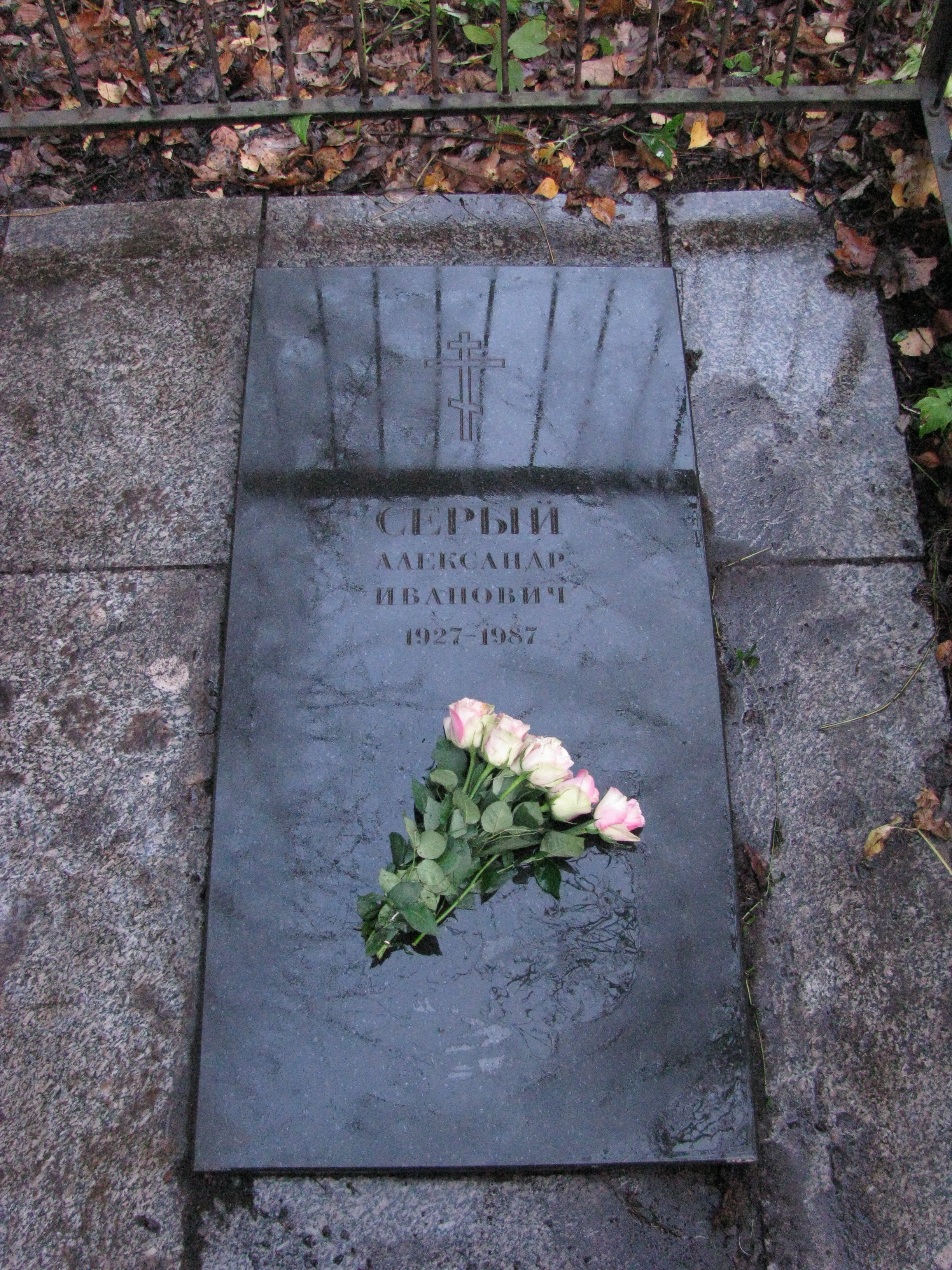
Могила Александра Серого

Александр Серый похоронен на Звягинском (Мамонтовском) кладбище в Пушкинском районе Московской области.

### Семья
3 декабря 1960 года женился на Марине Сергеевне Акоповой (была автором сценария фильма «Берегите мужчин!»; умерла в 2000 году от рака лёгких).
Дочь Ольга (12 декабря 1961 — 6 сентября 2015). Снялась в эпизоде в «Джентльменах удачи». Погибла во время пожара в собственной квартире, незадолго до этого перенеся инсульт. Внучка 1998 года рождения.
Проживал в Москве на Университетском проспекте.

## Отзывы
«Это был инженер по образованию. Очень эрудированный человек, который хорошо писал, у него были литературные способности. С тонким юмором, ровный, замкнутый, никогда не повышал голос, всегда говорил тихо». (Георгий Данелия)
«Серый, он, конечно, был одарённый человек, но не в кино, а рядом с Данелией это всё равно что садовая роза и шиповник». (Виктория Токарева)
«Он чувствовал себя не очень свободно в плане режиссёра. Он никогда не показывал актёрского мастерства. Что-то объяснял на одной ноте. Съёмочную площадку не любил. Бывали случаи, что он просто уходил в машину и группа уговаривала его выйти, сказать хотя бы: „Мотор! Стоп!“. Звукооператор на него кричал, потому что он портил фонограмму из-за истерики от смеха. Но актёров очень любил, всегда принимал участие с ними в репетициях больше как зритель». (Михаил Агранович, кинооператор)
«Я чувствовал, что он был одинок, заброшен и ему не хватает общения. Он никогда не нагружал друзей своими проблемами: „У меня то, у меня это“. По лицу было видно, что у него беда, но он старался прятать. Терпелив был, но мучительно». (Геннадий Гладков)
«Он сделал такую картину, которую посмотрели все! Она просто ошеломила прокатчиков, в Голливуде он был бы миллионером. Но он не получил той славы и доли уважения. Было видно даже на студии. Когда приглашали на круглый стол „Дорогу советской комедии“ в Союзе кинематографистов Гайдая, Рязанова, Данелию и Серого, человек, который отвечал за стол, спросил: „А вы кто?“. Саша заорал: „Я — Серый!“ — и ушёл, хлопнув дверью». (Борис Криштул, продюсер)
«Его называли „Мосфильмовский Отелло“, а название его характера пошло от Пырьева, потому что Иван Александрович любил неспокойных, взрывных людей, и у него сложилось впечатление, что это тот самый человек, который достоин работать на „Мосфильме“. Но мне казалось, что Саша не удержится. В кино нужно иметь жёсткий характер. Но он выжил именно потому, что у него было одно качество — жуткое упрямство». (Анатолий Бобровский, режиссёр)

## Фильмография
- 1963 — Выстрел в тумане — сорежиссёр
- 1965 — Иностранка — сорежиссёр
- 1971 — Джентльмены удачи — режиссёр-постановщик
- 1976 — Ты — мне, я — тебе — режиссёр-постановщик, сценарист
- 1982 — Берегите мужчин! — режиссёр-постановщик

### Прочее
- 1980 — Невозможные дети — сценарист